# Екехард I (Санкт Гален)
Екехард I (на немски: Ekkehard I; на латински: Ekkehardus Decanus), * 910 в Тургау, † 14 януари 973 в Санкт Гален) е монах и декан на манастир Санкт Гален през 10 век, ранносредновековен автор на църковни химни, секвенции и на епос за герой.
Той пише около 930 г. на латински епоса „Валтарий“ (Waltharius) за легендарния Валтари Аквитански и Хилдегунда. През 11 век епосът му е обработен от Екехард IV († след 1057) и през 1838 г. Якоб Грим го издава за пръв път. Писателят Йозеф Виктор фон Шефел пише през 1855 г. историческия роман: „Екехард“ (Ekkehard), който описва живота на неговия племенник Екехард II († 990).